# Storytime
A Storytime címet viseli a Nightwish hetedik albumát, az Imaginaerum-ot megelőző kislemez. A kislemez 2011. november 9-én jelent meg a Nuclear Blastnál.

## Számlista
1. Storytime (Radio edit) – 3:59
2. Storytime (Album version) – 5:28
3. Storytime (Instrumental version) – 5:28